# Bibata Adamou Dakaou
Bibata Adamou Dakaou, née en 1941,  est une éducatrice et femme politique nigérienne. Elle fait partie du premier groupe de femmes élues à l'Assemblée nationale en 1989.

## Biographie
Née en 1941, Bibata Adamou Dakaou a fait ses études à Fada N'Gourma et à Ouagadougou en Haute-Volta avant d'étudier la pédagogie et l'enseignement à Niamey et à Paris. Elle travaille comme enseignante et inspectrice d'école primaire de 1960 à 1986. Devenue l'une des dirigeantes de l'Association des femmes du Niger, elle est nommée en 1986 directrice nationale de la promotion de la femme.
Membre du Mouvement national pour la société du développement (MNSD), Bibata Adamou Dakaou est nommée candidate à l'Assemblée nationale dans la circonscription de Kollo lors des élections législatives de 1989. Le MNSD étant le seul parti légal, elle est élue sans opposition, devenant l'une des premières cinq femmes élues à l'Assemblée nationale. À la dissolution de l'Assemblée nationale en 1991, elle est nommée au Haut Conseil transitoire de la République. Après l'introduction du multipartisme, elle rejoint la Convention démocratique et sociale, mais n'est pas réélue aux élections législatives de 1993. Elle réintègre ensuite la fonction publique et devient directrice technique de la population et de la vie familiale, avant de prendre sa retraite en 1996.